# Sly Stone

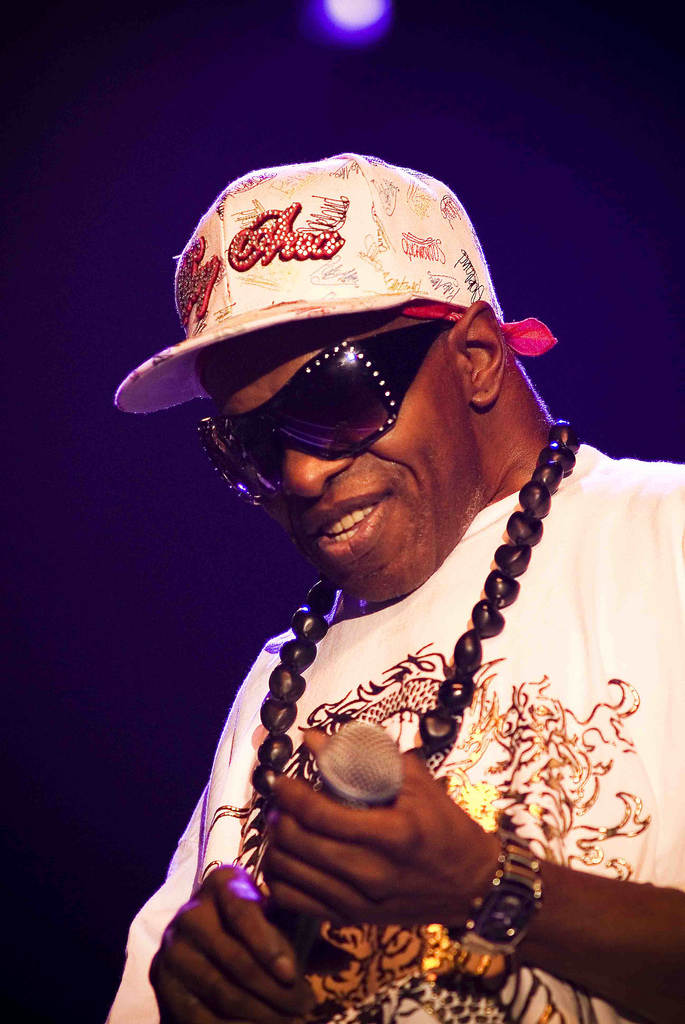
Sly Stone, North Sea Jazz Festival 2007

Sly Stone (* 15. März 1943 in Denton, Texas, als Sylvester Stewart; † 9. Juni 2025 in Los Angeles, Kalifornien) war ein US-amerikanischer Sänger, Songwriter und Musikproduzent aus den Genres Funk, Soul, Rock und Psychedelic Rock. Im Jahr 1967 gründete er die Band Sly & the Family Stone.

## Werdegang
Sly Stone zählte neben James Brown zu den Mitbegründern der Funk-Musik in den 1960er Jahren. Er kombinierte die Musikgenres Rock, Soul, Pop und Jazz miteinander. Seine Band Sly & the Family Stone wurde durch einen Auftritt beim Woodstock-Festival im Jahr 1969 bekannt und übte Einfluss auf die Hippie-Generation aus.
Mitte der 1970er löste sich die Band auf. Aufgrund anhaltender Drogenprobleme, die Stone häufig mit dem Gesetz in Konflikt brachten, verschwand er Ende der 1970er Jahre zunehmend von der Bildfläche. Er konnte nicht mehr an den Erfolg von Sly & the Family Stone anknüpfen.
Im September 2011 erschien das Sly-Stone-Album I’m Back; es enthält außer Neuaufnahmen drei bisher unveröffentlichte Titel aus den Jahren 1988 und 1989.
Seinen letzten Live-Auftritt hatte Stone am 23. August 2015 in Red Bank (New Jersey), als er die Band The Family Stone – ehemalige Mitglieder von Sly & The Family Stone – als Keyboarder unterstützte.
Anlässlich des 80. Geburtstages von Sylvester Stewart im März 2023 wurde das Erscheinen seiner Autobiografie angekündigt. Co-Autor ist Ben Greeman, der bereits an den Memoiren von George Clinton und Brian Wilson (I Am Brian Wilson, 2016) beteiligt war. Die Autobiografie hat den Titel Thank You (Falettinme Be Mice Elf Agin) und erschien am 17. Oktober 2023 bei Questloves Imprint AUWA Books.

## Tod
Er starb im Juni 2025 im Alter von 82 Jahren in Los Angeles.

## Auszeichnungen und Ehrungen
Im Jahr 1993 wurde Sly Stone als Mitglied von Sly & the Family Stone in die Rock and Roll Hall of Fame aufgenommen.
Im Jahr 2004 veröffentlichte Prince das Album Musicology, wobei er im Liedtext des Titelsongs eine Hommage an Sly Stone adressiert.
Im Jahr 2008 listete ihn das US-Musikmagazin Rolling Stone auf Rang 78 der 100 größten Sänger und 2015 auf Rang 42 der 100 größten Songwriter aller Zeiten.

## Diskografie (Auswahl)

### Produzent
- 1964: Bobby Freeman: C’mon and S-W-I-M (Autumn 102)
- 1965: The Beau Brummels: Introducing The Beau Brummels (Autumn 103)
- 1966: The Great Society: Somebody to Love / Free Advice (Northbeach 1001)

### Arrangeur
- 1966: Billy Preston: Wildest Organ in Town! (Capitol) Das Album enthält drei gemeinsame Kompositionen: Advice, It’s Got to Happen und Free Funk.

### Alben
- 1975: High on You (Epic)
- 1976: Heard Ya Missed Me, Well I’m Back (Epic)
- 1979: Back on the Right Track (Warner Bros.)
- 1982: Ain’t But One Way (Warner Bros.)
- 2011: I’m Back! Family & Friends (Cleopatra Records) mit Jeff Beck, Bootsy Collins, Ray Manzarek, Johnny Winter u. a.
- 2025: Sly Lives! (aka The Burden of Black Genius) – Original Motion Picture Soundtrack (Epic)

## Biografien
- Joel Selvin: Sly & The Family Stone. An Oral History. Permuted Press Book, New York 1998, ISBN 978-1-63758-502-3.
- Sly Stone (mit Ben Greenman): Thank You (Falettinme Be Mice Elf Agin). A Memoir. Vorwort von Questlove. AUWA Books, New York City 2023, ISBN 978-0-3746-0697-8.

## Film
- Sly Lives! (aka The Burden of Black Genius) (2025) – Dokumentarfilm von Amir „Questlove“ Thompson